# Pavel Chesnokov
Pável Grigórievich Chesnokov (Ruso: Па́вел Григо́рьевич Чесноко́в) (24 de octubre de 1877, Voskresensk, uyezd de Zvenígorod, gobernación de Moscú – 14 de marzo de 1944, Moscú, URSS), también transliterado a otros idiomas europeos como Tschesnokoff, Tchesnokov, Tchesnokoff, y Chesnokoff, fue un compositor, profesor y director de coros del Imperio ruso y de la Unión Soviética. Compuso más de quinientas obras corales, de las cuales más de cuatrocientas fueron de índole sacra. Hoy en día es conocido por su pieza La salvación está creada así como trabajos como No me rechaces en la vejez Op.40 No.5 (para bajo profundo solo). Su himno Oh, Dios Señor ha servido como la firma de bendición del coro nórdico de la Universidad Luterana (Decorah, Iowa, EE. UU.) desde 1948.

## Vida
Chesnokov nació en Voskresensk, cerca de Moscú, el 24 de octubre de 1877. Mientras asistía al Conservatorio de Moscú,  recibió una extensa formación en música instrumental y música vocal que incluyeron nueve años de solfeo, y siete años en los que estudió tanto piano como violín. Sus estudios en composición incluyeron cuatro años de armonía, contrapunto y forma. Durante sus años en la escuela,  tuvo la oportunidad de estudiar con compositores rusos prominentes como Serguéi Tanéyev y Mijaíl Ipolítov-Ivánov, quienes influyeron en gran medida en su estilo litúrgico de composición así como en la composición coral.
A una edad temprana, Chesnokov obtuvo reconocimiento por su labor como director y maestro de capilla mientras lideró diversas agrupaciones incluyendo el Coro del Sociedad Coral Rusa. Esta reputación le hizo ganar un puesto en el Conservatorio de Moscú donde grandes compositores grandes y académicos como Chaikovski le compartieron sus habilidades e ideas musicales. Allí fundó un programa de dirección coral, materia que impartió desde 1920 hasta su muerte.
A la edad de 30 años, Chesnokov había completado cerca de cuatrocientos trabajos corales sacros, pero la proliferación de su música para el culto se detuvo durante la época de la revolución rusa.  Bajo el régimen comunista, a nadie se le permitía producir ninguna forma de arte sagrado. Así que en respuesta,  compuso un centenar de obras adicionales de carácter secular, y condujo coros seculares como el Coro de la Academia del Moscú y el Coro del Teatro Bolshói. En la era soviética la religión estaba frecuentemente bajo opresión, y la Catedral de Cristo el Salvador, cuyo último maestro de capilla había sido Chesnokov, fue destruida. Esto lo perturbó tan profundamente que dejó de escribir música por completo.
Murió el 14 de marzo de 1944.

## Algunas obras notables
- Corpus
- La salvación está Creada (1912)
- Oh Dios Señor
- Ahora Cantamos la Alabanza
- Duh Tvoy Blagiy ("Enséñame a hacer tu voluntad")
- Liturgia de los Regalos Presantificados Op.24
- Panijida Op.39
- Liturgia divina de San Juan Crisóstomo Op.42
- Vigilia de toda la noche Op.44

## Obras con número de opus
- Op. 1. Siete romances para voz y piano

- Op. 2. Tres coros de voces femeninas o infantiles y piano (1907)

- Op. 3. Cuatro himnos de la liturgia y vigilia nocturna

- Op. 4. Cuatro coros para voces femeninas o infantiles y piano

- Op. 6. Cantos del triodión de Cuaresma

- Op. 7. Tres cantos de la liturgia y dos conciertos

- Op. 8. Partitura de cinco himnos de la liturgia

- Op. 9. Composiciones y arreglos para el coro femenino (1906-1907)

- Op. 10. Cinco himnos de la liturgia

- Op. 11. Cinco himnos de la vigilia nocturna

- Op. 12. Réquiem número 1 (1907)

- Op. 13.3 coros para voces mixtas

- Op. 14. Seis coros de voces femeninas o infantiles y piano

- Op. 15. Cantos de la liturgia (1908)

- Op. 16. Cantos de la liturgia (1908)

- Op. 17. Cantos de la vigilia nocturna

- Op. 18. Theotokos dogmática de 8 voces

- Op. 19. Dios es el Señor. Domingo troparia de 8 tonos

- Op. 20. Prokimny, Cada aliento, Santo es el Señor de 8 voces.

- Op. 21. Vigilia de toda la noche (1909)

- Op. 22. Puertas traseras en las fiestas del Señor y de la Theotokos, canto znamenny (1909)

- Op. 24. Liturgia de los dones santificados (1909-1910)

- Op. 25. Diez participantes (1909-1910)

- Op. 27. Cantos de la vigilia nocturna, liturgia y triodión de Cuaresma

- Op. 28. Tres coros para voces mixtas

- Op. 29. Tres coros para voces mixtas

- Op. 30. Cantos del funeral de los laicos (1910)

- Op. 31. Tres coros para voces mixtas (1910)

- Op. 32. Tres coros para voces mixtas

- Op. 33. Cantos de la liturgia y vigilia nocturna

- Op. 34. Nueve coros para piano y voces femeninas o infantiles

- Op. 35. Tres coros para voces mixtas

- Op. 37. Cantos de la vigilia nocturna, liturgia y triodión cuaresmal

- Op. 38. Tres cantos de la liturgia

- Op. 39. Dirge No. 2 (1913)

- Op. 40 Seis piezas para voces mixtas (1914)

- Op. 41. Letanía para diácono con coro (1914)

- Op. 42. Liturgia de San Juan Crisóstomo (1914)

- Op. 43. A la Santísima Señora (1915)

- Op. 44. Vigilia de toda la noche (1915)

- Op. 45. En los días de la batalla (1915)

- Op. 46. Continuación de la oración cantada al Señor Dios, cantada durante la batalla contra los adversarios que están contra nosotros (1915)

- Op. 47. Irmos Sunday 8 tonos, znamenny abreviado y cánticos de Kiev abreviados (1916)

- Op. 48. Cuatro piezas para voces mixtas

- Op. 49. Al Señor Dios (1918)

- Op. 50 Liturgia, melodía ordinaria (1918)

- Op. 50a. Vigilia toda la noche, melodía ordinaria

- Op. 52. Tres canciones rusas para voces mixtas

- Op. 53. Cuatro cánticos (1926)

- Op. 54. Liturgia de San Juan Crisóstomo

- Op. 55. Cinco canciones rusas para voces mixtas

## Obra sin opus
- 60 transcripciones de coros mixtos a homogéneos de composiciones espirituales y musicales de autores contemporáneos (1912)
- Horas de la Santa Pascua (1917)
- El diluvio (cielo y tierra) es una ópera (poema) en un acto con libreto del compositor después de J.G. Byron (1917, primera representación - 1919).